# NGC 2980
NGC 2980 é uma galáxia espiral barrada (SBc) localizada na direcção da constelação de Sextans. Possui uma declinação de -09° 36' 45" e uma ascensão recta de 9 horas, 43 minutos e 11,9 segundos.
A galáxia NGC 2980 foi descoberta em 27 de Março de 1786 por William Herschel.